# Навчальний корпус №2 Української академії друкарства
Навчальний корпус №2 Української академії друкарства — пам'ятка архітектури місцевого значення розташована на розі вулиць Підвальної та Лесі Українки у Львові. Від вулиці Підвальної будинок має № 17, а від вулиці Лесі Українки — № 45. Внесений до реєстру пам'яток архітектури під охоронним № 1005-м.

## Історія
У 1890 році Окружна шкільна рада ствердила надзвичайну переповненість львівських шкіл та нестачу шкільних приміщень. Того ж року Міська рада Львова постановила, зокрема, відкрити нову школу з назвою Міська народна школа імені Станіслава Сташиця. У школі, що і містилася в орендованих приміщеннях на вулиці Костюшка, 6, навчалося 158 учнів, було 8 вчителів включно з директором Августом Завадським.
У 1891 році для школи був споруджений новий будинок за проектом архітектора Юліуша Гохбергера на вулиці Скарбківській, 45 (тепер вулиця Лесі Українки). Навчалося вже 357 учнів. Один з класів був переведений зі школи імені Чацького.
У 1898 році тут знаходилося Товариство для розвою руської штуки.
Після другої світової війни будинок школи став одним з корпусів Українського поліграфічного інституту імені Івана Федорова.
Тепер це навчальний корпус № 2 Української академії друкарства, у якому розміщені деякі кафедри УАД, Заочний факультет та факультет перепідготовки і підвищення кваліфікації.

## Архітектура
Для забудови була виділена ділянка складної форми: ріг обох вулиць утворював гострий кут. У зв'язку з цим будівля в плані схожа на трикутник з невеликим внутрішнім двором. Через перепад рельєфу будівля частково триповерхова, частково чотириповерхова. Одне крило школи витягнулося по вулиці Лесі Українки, інше — вздовж площі Данила Галицького. Крила об'єднує флігель в якому розташовується сходові клітки та санвузли. Фасади декоровані у стилі італійського неоренесансу.